# Sèrie Radeon HD 7000
La sèrie Radeon HD 7000, amb el nom en clau "Southern Islands", és una família de GPU desenvolupada per AMD, i fabricada amb procés 28 nm de TSMC. El principal competidor de les Illes del Sud, la sèrie GeForce 600 de Nvidia (també fabricada a TSMC), també es va enviar durant el primer trimestre de 2012, en gran part a causa de la immaduresa del procés de 28 nm.

## Arquitectura
Graphics Core Next es va presentar amb la sèrie Radeon HD 7000.
- Una GPU que implementa Graphics Core Next es troba a les GPU discretes Radeon HD 7730 i superiors.
- Una GPU que implementa TeraScale (microarquitectura) versió " Evergreen (VLIW5) " es troba a la Radeon HD 7670 i per sota de les GPU discretes de marca.
- Una GPU que implementa TeraScale (microarquitectura) versió " Northern Islands (VLIW4) " es troba a les APU les GPU de les quals estan marcades amb la sèrie Radeon HD 7000.
- El compliment d'OpenGL 4.x requereix suport per a shaders FP64. S'implementen mitjançant emulació en algunes GPU TeraScale (microarquitectura).
- Vulkan 1.0 requereix GCN-Architecture. Vulkan 1.1 requereix la segona generació real de GCN o superior (aquí només HD 7790). En els controladors més nous, Vulkan 1.1 a Windows i Linux és compatible amb totes les GPU basades en arquitectura GCN.

### Suport multi-monitor
Els controladors de pantalla integrada de la marca AMD Eyefinity es van introduir el setembre de 2009 a la sèrie Radeon HD 5000 i des de llavors han estat presents a tots els productes.

### Acceleració de vídeo
Tant Unified Video Decoder (UVD) com Video Coding Engine (VCE) estan presents a les matrius de tots els productes i són compatibles amb AMD Catalyst i pel controlador de dispositiu gràfic gratuït i de codi obert #ATI/AMD.

### OpenCL (API)
OpenCL accelera molts paquets de programari científics contra CPU fins a un factor 10 o 100 i més. Open CL 1.0 a 1.2 són compatibles amb tots els xips amb Terascale i GCN Architecture. OpenCL 2.0 és compatible amb GCN 2a generació o 1.2 i superior. Per a OpenCL 2.1 i 2.2 només calen actualitzacions de controladors amb targetes compatibles amb OpenCL 2.0.

## Productes d'escriptori

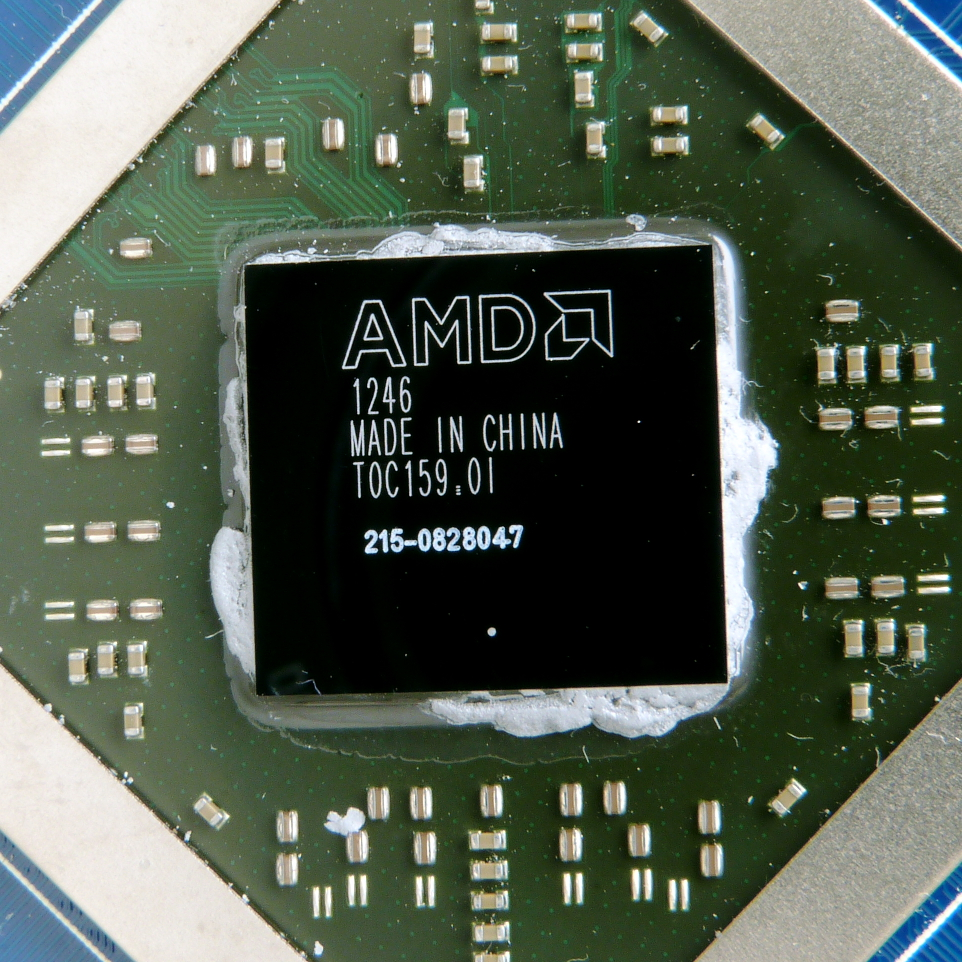
Troquel i paquet d'una targeta gràfica Radeon HD 7870

El 28 La línia de productes nm es divideix en tres matrius (Tahití, Pitcairn i Cap Verd ), cadascun augmentant molt les unitats d'ombra (32, 20 i 10 respectivament). Tot i que això dona un gran augment de la coma flotant de precisió única, hi ha, però, una desviació significativa de la potència de càlcul de doble precisió. Tahití té un rendiment màxim de ¼ de doble precisió en relació amb el seu rendiment de precisió única, mentre que les altres dues matrius de consumidors més petits només poden aconseguir una proporció d'1/16. Tot i que cada matriu més gran té dos controladors de memòria addicionals que amplien el seu bus en 128 bits, Pitcairn, però, té les mateixes unitats frontals de tessel·lació doble que Tahití, que li donen un rendiment similar al dels seus germans més grans en els punts de referència de tessel·lació DX11.